# Evy Berggren
Evy Berggren (suec: Evy Margareta Berggren (Westerberg))  (Skellefteå, 16 de juny de 1934 - Uppsala, 5 de desembre de 2018), de casada Westerberg, va ser una gimnasta artística sueca que va competir durant la dècada de 1950.
El 1952 va prendre part en els Jocs Olímpics d'Estiu de Hèlsinki, on disputà les set proves del programa de gimnàstica. Guanyà la medalla d'or en la competició del concurs per aparells, mentre fou quarta en el concurs complet per equips. Quatre anys més tard, als Jocs de Melbourne, tornà a disputar totes les proves del programa de gimnàstica. En aquesta ocasió guanyà la medalla de plata en la competició del concurs per aparells, mentre fou vuitena en el concurs complet per equips.
En el seu palmarès també destaca una medalla d'or en el concurs per equips al Campionat del món de gimnàstica artística de 1950 i una de bronze en salt sobre cavall al de 1954.